# Strada provinciale 76 Gardolo - Lases
La strada provinciale 76 Gardolo - Lases, conosciuta anche come "Strada del Porfido" (dovuto alle numerose cave presenti lungo essa), è una strada provinciale della provincia di Trento.

## Percorso

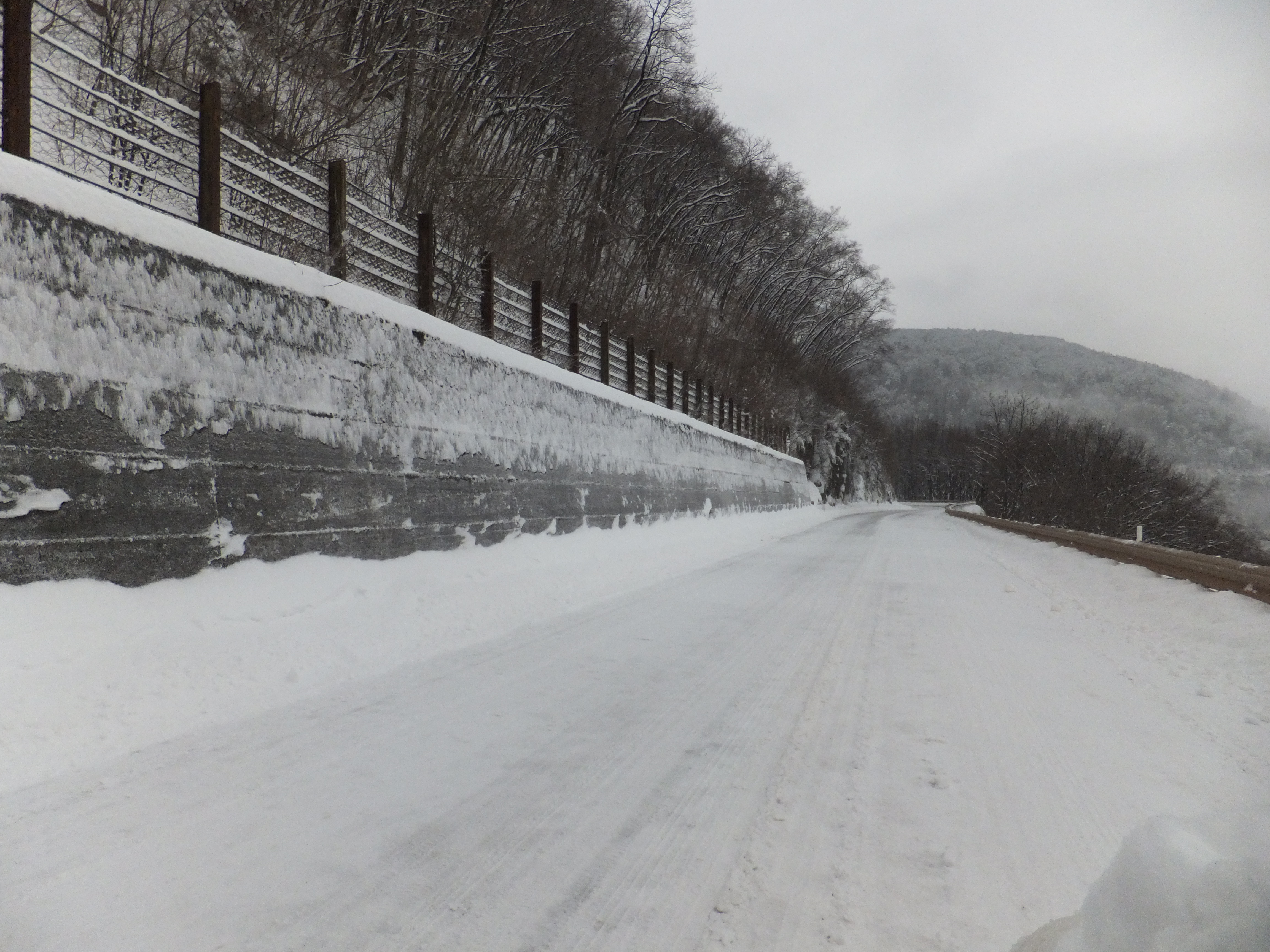
Un tratto della strada, tra il settimo e l'ottavo Km, durante una nevicata

Inizia a Gardolo, lungo la strada statale 12 dell'Abetone e del Brennero, e termina a Lases confluendo in direzione sud nella strada provinciale 71 Fersina-Avisio. Lungo il tragitto si trovano i centri abitati di Meano, Gazzadina e Albiano.

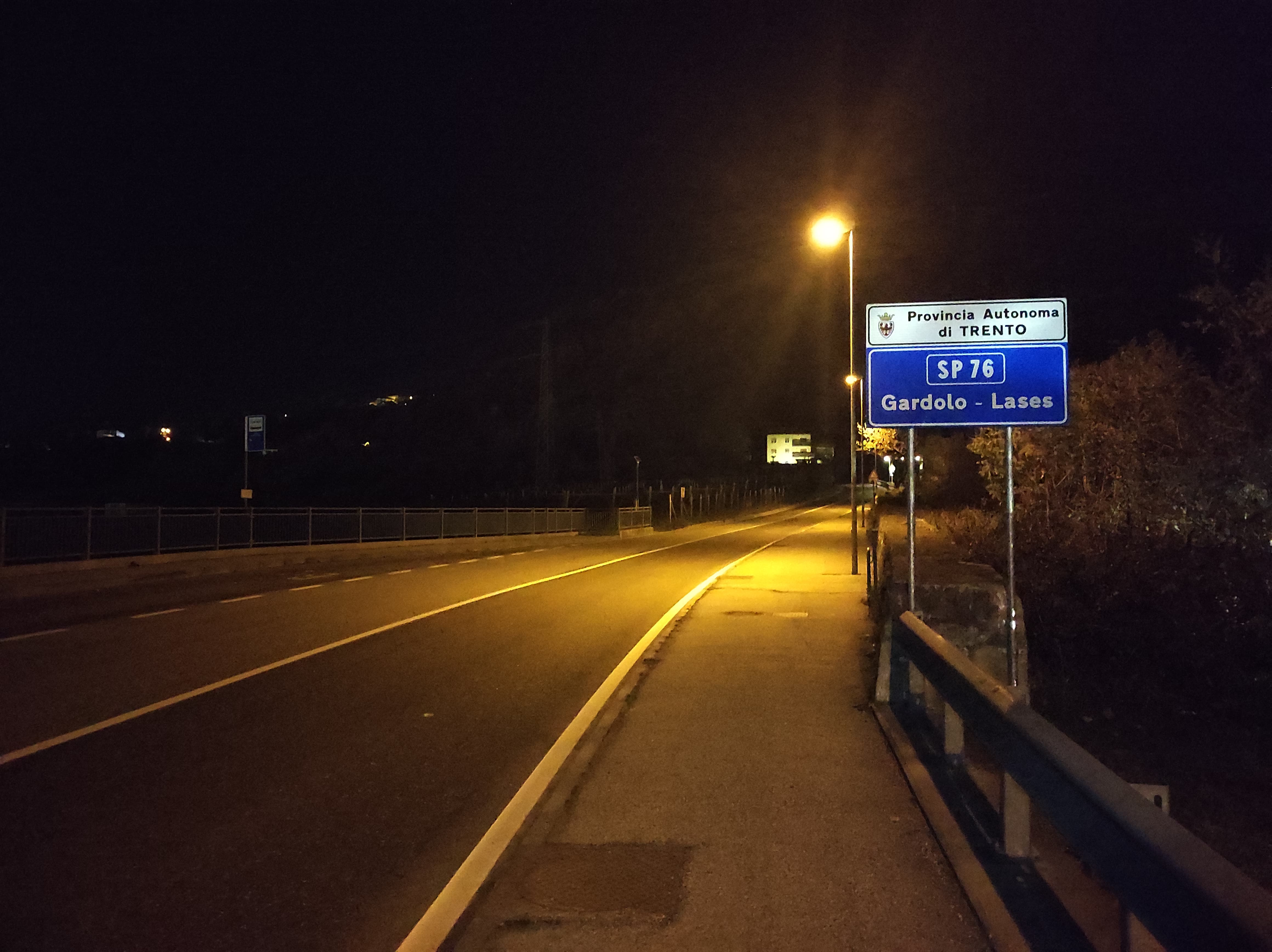
SP76 Gardolo - Lases, foto scattata ad inizio strada a Gardolo (TN)

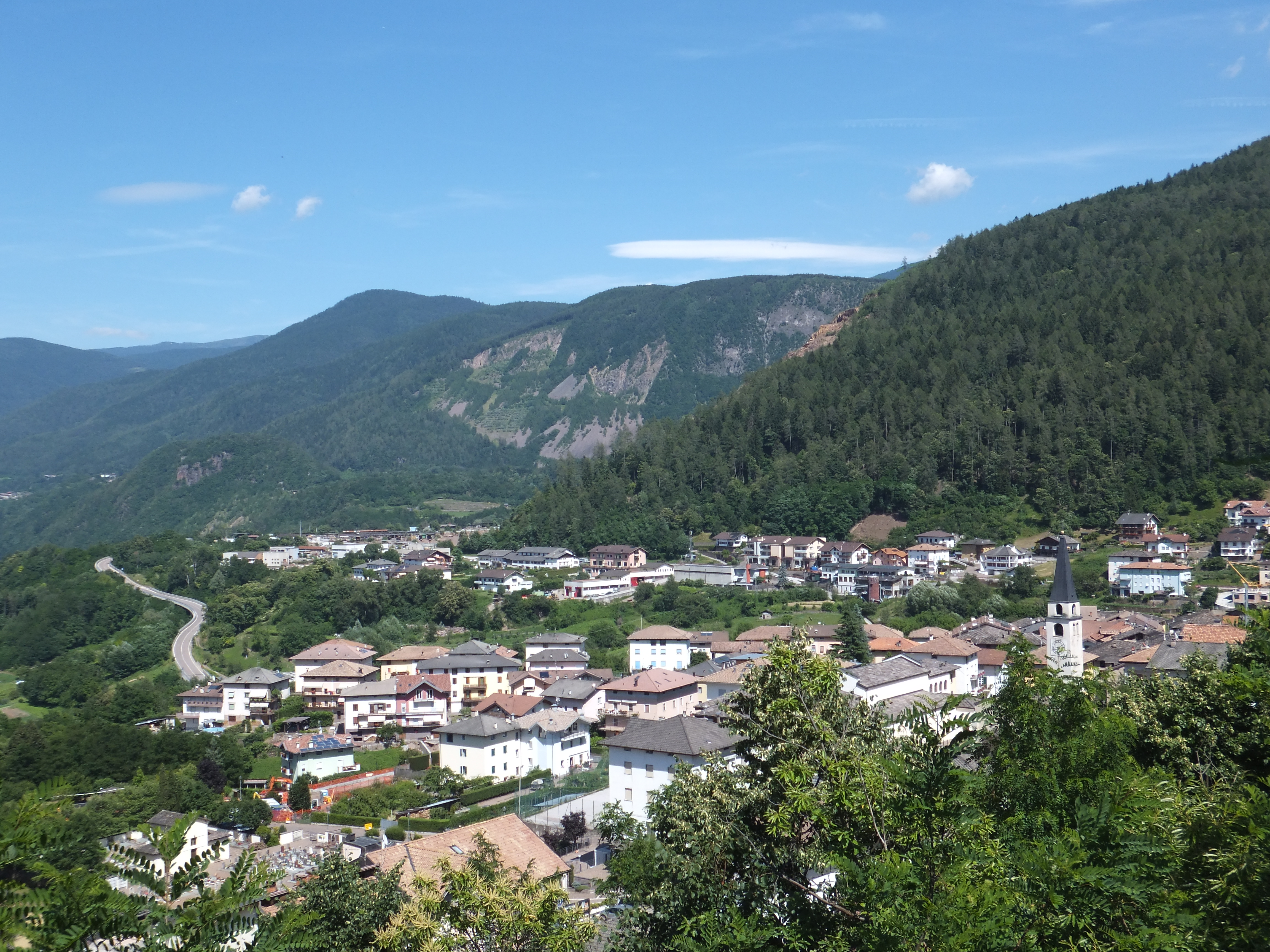
Vista su Albiano, con a sinistra la SP 76 Gardolo - Lases che passa fuori dal centro abitato

## Diramazione per San Lazzaro
La strada provinciale 76 Gardolo - Lases dir S.Lazzaro è una diramazione della SP 76 lunga 1,350 km che da Meano scende fino alla località di San Lazzaro (Trento) per permettere il collegamento tra i centri abitati di Meano e Lavis.
La strada è percorsa in gran parte da abitanti locali e mezzi agricoli, inoltre non è percorribile da autocarri ed autoarticolati causa le dimensioni limitate della strada che non permettono il passaggio di veicoli di grande dimensione.

## Diramazione per Lases-SP71
La strada provinciale 76 Gardolo - Lases dir Lases è una diramazione brevissima della SP 76 situata a pochi metri dal termine della strada a Lases, che serve a veicolare il traffico diretto verso nord sulla SP 71 Fersina-Avisio.